# Гуржани
Гуржани (груз. გურჯაანი) је град у Грузији у регији Кахетија. Према процени из 2014. у граду је живело 8.024 становника.

## Становништво
Према процени, у граду је 2014. живело 8.024 становника.
| 1989.  | 2002.  | 2014. |
| ------ | ------ | ----- |
| 12.872 | 10.023 | 8.024 |